# Marianne Samuelsson
Marianne Samuelsson, née le 9 décembre 1945 à Alingsås, est une femme politique suédoise. Elle est co-porte-parole du Parti de l'environnement Les Verts de 1992 à 1999.